# غلاديشية
الغَسْوَة أو الغِلادِيشيَة (الاسم العلمي: Gleditsia) هي جنس نباتي يتبع فصيلة البقولية من رتبة الفوليات. الأسم تكريماً ليوهان غوتليب غلاديش مدير الحديقة البوتانيكية في برلين والذي توفي عام 1786

## أنواع
يوجد عدة أنواع من جنس الغلاديشية:	
- غلاديشية ناقصانية (الاسم العلمي: Gleditsia amorphoides)
- غلاديشية مائية (الاسم العلمي: Gleditsia aquatica)
- غلاديشية أسامية (الاسم العلمي: Gleditsia assamica)
- غلاديشية جنوبية (الاسم العلمي: Gleditsia australis)
- غلاديشية قزوينية (الاسم العلمي: Gleditsia caspia)
- غلاديشية ديلافية (الاسم العلمي: Gleditsia delavayi)
- غلاديشية برية (الاسم العلمي: Gleditsia fera)
- غلاديشية شواكة (الاسم العلمي: Gleditsia ferox)
- غلاديشية يابانية (الاسم العلمي: Gleditsia japonica)
- غلاديشية كبيرة الأشواك (الاسم العلمي: Gleditsia macracantha)
- غلاديشية صغيرة الأوراق (الاسم العلمي: Gleditsia microphylla)
- غلاديشية ثخينة الثمار (الاسم العلمي: Gleditsia pachycarpa)
- غلاديشية صينية (الاسم العلمي: Gleditsia sinensis)
- غلاديشية تكسانية (الاسم العلمي: Gleditsia texana)
- غلاديشية ثلاثية الأشواك (الاسم العلمي: Gleditsia triacanthos)
- غلاديشية كبيرة الثمار (الاسم العلمي: Gleditsia macrosperma)
- غلاديشية ميدوغية (الاسم العلمي: Gleditsia medogensis)
- غلاديشية صغيرة (الاسم العلمي: Gleditsia nana)